# Membrey
Membrey est une commune française située dans le département de la Haute-Saône, la région culturelle et historique de Franche-Comté et la région administrative Bourgogne-Franche-Comté.

## Géographie

### Hydrographie
Village situé au confluent de la Saône, de la Gourgeonne et du Vannon.

### Climat
Pour des articles plus généraux, voir Climat de la Bourgogne-Franche-Comté et Climat de la Haute-Saône.
En 2010, le climat de la commune est de type climat des marges montargnardes, selon une étude du Centre national de la recherche scientifique s'appuyant sur une série de données couvrant la période 1971-2000. En 2020, Météo-France publie une typologie des climats de la France métropolitaine dans laquelle la commune est dans une zone de transition entre le climat océanique altéré et le climat océanique altéré et est dans la région climatique  Lorraine, plateau de Langres, Morvan, caractérisée par un hiver rude (1,5 °C), des vents modérés et des brouillards fréquents en automne et hiver. 
Pour la période 1971-2000, la température annuelle moyenne est de 10,4 °C, avec une amplitude thermique annuelle de 17,5 °C. Le cumul annuel moyen de précipitations est de 932 mm, avec 12,1 jours de précipitations en janvier et 9,1 jours en juillet. Pour la période 1991-2020, la température moyenne annuelle observée sur la station météorologique de Météo-France la plus proche, « Chargey-lès-Gray », sur la commune de Chargey-lès-Gray à 17 km à vol d'oiseau, est de 11,5 °C et le cumul annuel moyen de précipitations est de 834,3 mm. 
La température maximale relevée sur cette station est de 39,3 °C, atteinte le 25 juillet 2019 ; la température minimale est de −18,2 °C, atteinte le 20 décembre 2009,,. 
Les paramètres climatiques de la commune ont été estimés pour le milieu du siècle (2041-2070) selon différents scénarios d'émission de gaz à effet de serre à partir des nouvelles projections climatiques de référence DRIAS-2020. Ils sont consultables sur un site dédié publié par Météo-France en novembre 2022.

## Urbanisme

### Typologie
Au 1er janvier 2024, Membrey est catégorisée commune rurale à habitat dispersé, selon la nouvelle grille communale de densité à sept niveaux définie par l'Insee en 2022.
Elle est située hors unité urbaine et hors attraction des villes,.

### Occupation des sols
L'occupation des sols de la commune, telle qu'elle ressort de la base de données européenne d’occupation biophysique des sols Corine Land Cover (CLC), est marquée par l'importance des territoires agricoles (76,3 % en 2018), une proportion sensiblement équivalente à celle de 1990 (76,4 %). La répartition détaillée en 2018 est la suivante : 
terres arables (41,4 %), prairies (34,8 %), forêts (17,8 %), zones urbanisées (3,7 %), eaux continentales (2,2 %), zones agricoles hétérogènes (0,1 %). L'évolution de l’occupation des sols de la commune et de ses infrastructures peut être observée sur les différentes représentations cartographiques du territoire : la carte de Cassini (XVIIIe siècle), la carte d'état-major (1820-1866) et les cartes ou photos aériennes de l'IGN pour la période actuelle (1950 à aujourd'hui).

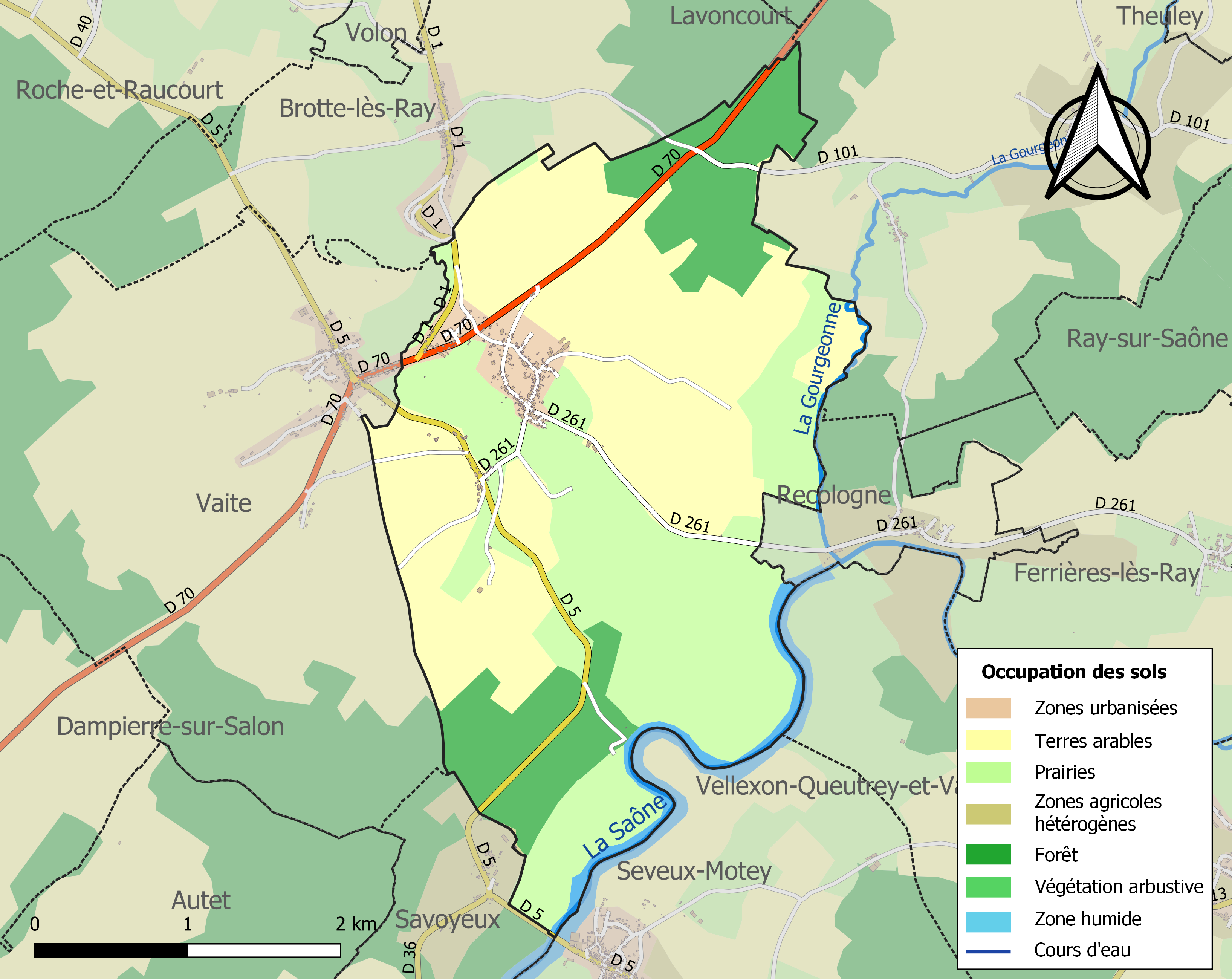
Carte des infrastructures et de l'occupation des sols de la commune en 2018 (CLC).

## Politique et administration

### Rattachements administratifs et électoraux
La commune fait partie de l'arrondissement de Vesoul du département de la Haute-Saône, en région Bourgogne-Franche-Comté. Pour l'élection des députés, elle dépend de la première circonscription de la Haute-Saône.
Elle fait partie depuis 1801 du canton de Dampierre-sur-Salon. Dans le cadre du redécoupage cantonal de 2014 en France, le territoire de ce canton s'est accru, passant de 29 à 50 communes.

### Intercommunalité
La commune fait partie de la communauté de communes des quatre rivières, intercommunalité créée en 1996.

### Liste des maires
| Période                                  | Période                      | Identité              | Étiquette | Qualité |
| ---------------------------------------- | ---------------------------- | --------------------- | --------- | --- |
| Les données manquantes sont à compléter. |                              |                       |           | |
| mars 2001                                | 2007                         | Jean-Pierre Vienney   |           | Démissionnaire |
| 2007                                     | mars 2013                    | Gaëlle Galdin-Choukra | DVG       | Directrice de cabinet au Conseil général Vice-présidente du SI d'électrification (SIED70) Démissionnaire pour activité incompatible |
| avril 2013                               | En cours (au 5 octobre 2015) | Éric Tamisier         | UMP-LR    | VRP Réélu pour le mandat 2014-2020                                                                                                  |

## Démographie
L'évolution du nombre d'habitants est connue à travers les recensements de la population effectués dans la commune depuis 1793. Pour les communes de moins de 10 000 habitants, une enquête de recensement portant sur toute la population est réalisée tous les cinq ans, les populations de référence des années intermédiaires étant quant à elles estimées par interpolation ou extrapolation. Pour la commune, le premier recensement exhaustif entrant dans le cadre du nouveau dispositif a été réalisé en 2004.

En 2022, la commune comptait 215 habitants, en évolution de +0,94 % par rapport à 2016 (Haute-Saône : −1,4 %, France hors Mayotte : +2,11 %).
| 1793 | 1800 | 1806 | 1821 | 1831 | 1836 | 1841 | 1846 | 1851 |
| ---- | ---- | ---- | ---- | ---- | ---- | ---- | ---- | ---- |
| 585  | 654  | 723  | 782  | 866  | 911  | 834  | 839  | 840  |

| 1856 | 1861 | 1866 | 1872 | 1876 | 1881 | 1886 | 1891 | 1896 |
| ---- | ---- | ---- | ---- | ---- | ---- | ---- | ---- | ---- |
| 720  | 752  | 705  | 696  | 631  | 620  | 508  | 513  | 449  |

| 1901 | 1906 | 1911 | 1921 | 1926 | 1931 | 1936 | 1946 | 1954 |
| ---- | ---- | ---- | ---- | ---- | ---- | ---- | ---- | ---- |
| 436  | 440  | 395  | 351  | 344  | 307  | 305  | 255  | 328  |

| 1962 | 1968 | 1975 | 1982 | 1990 | 1999 | 2004 | 2006 | 2009 |
| ---- | ---- | ---- | ---- | ---- | ---- | ---- | ---- | ---- |
| 284  | 306  | 310  | 273  | 232  | 220  | 247  | 247  | 226  |

| 2014 | 2019 | 2022 | - | - | - | - | - | - |
| ---- | ---- | ---- | - | - | - | - | - | - |
| 220  | 214  | 215  | - | - | - | - | - | - |

## Économie
- Institut Médico Educatif Professionnel (IME), gérée par l’association franco-suisse d’action médico-éducative, qui, en 2012, accueillait  65 jeunes âgés de 14 à 21 ans en difficulté face aux apprentissages[24].
- Le village compte en 2022 deux exploitations agricoles, deux hébergements de tourisme classés cinq étoiles et une brasserie artisanale.

## Culture locale et patrimoine

### Lieux et monuments
L'église Notre-Dame a été reconstruite entre 1831 et 1836 sur l'emplacement de l'ancien édifice. Elle domine les trois villages de Brotte-les-Ray, Membrey et Vaite qui constituent la paroisse. De plan basilical, elle contient une chaire du XVIIe siècle, un très beau tombeau d'autel en marbre et, devant le portail, s'élève un superbe calvaire encadré de statues.
La fontaine-lavoir est classique des constructions du milieu du XIXe siècle en Franche-Comté. le mur à pilastres est surmonté de colonnettes. Elle comporte ses "prisoirs", ses "abreuvoirs" et son "lavoir" encore en fonctionnement.
La Fontenotte est une charmante fontaine-lavoir qui a été construite en 1857 sur une source artésienne qui se trouve à quelques centaines de mètres du centre du village.
Un calvaire de 1610 a été récemment restauré.
Le pont sur le Vannon a été construit en 1775 sur les plans classiques des ponts à arches de la fin du XVIIIe siècle. Il comporte 5 arches et une croix de mission en fonte y a été installée au XIXe siècle.
La Villa gallo-romaine de Membrey, vestiges de l'antiquité d'une villa gallo-romaine, découverts en 1838 est classés monument historique depuis 1846.Entièrement vandalisée au cours des années 1850-60. il n'en reste aujourd'hui que les documents du rapport des fouilles réalisées à l'époque.

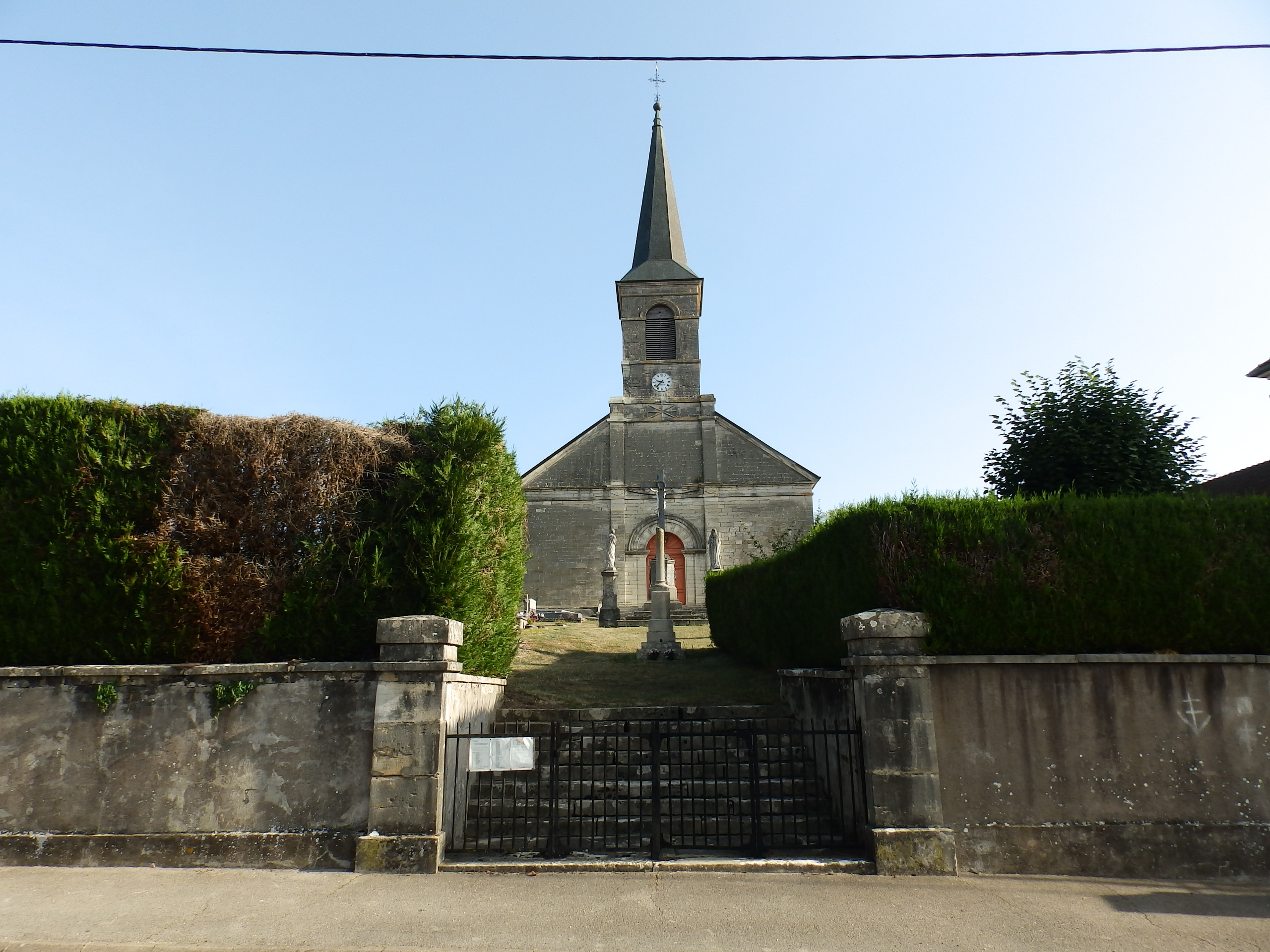
L'église Notre-Dame.
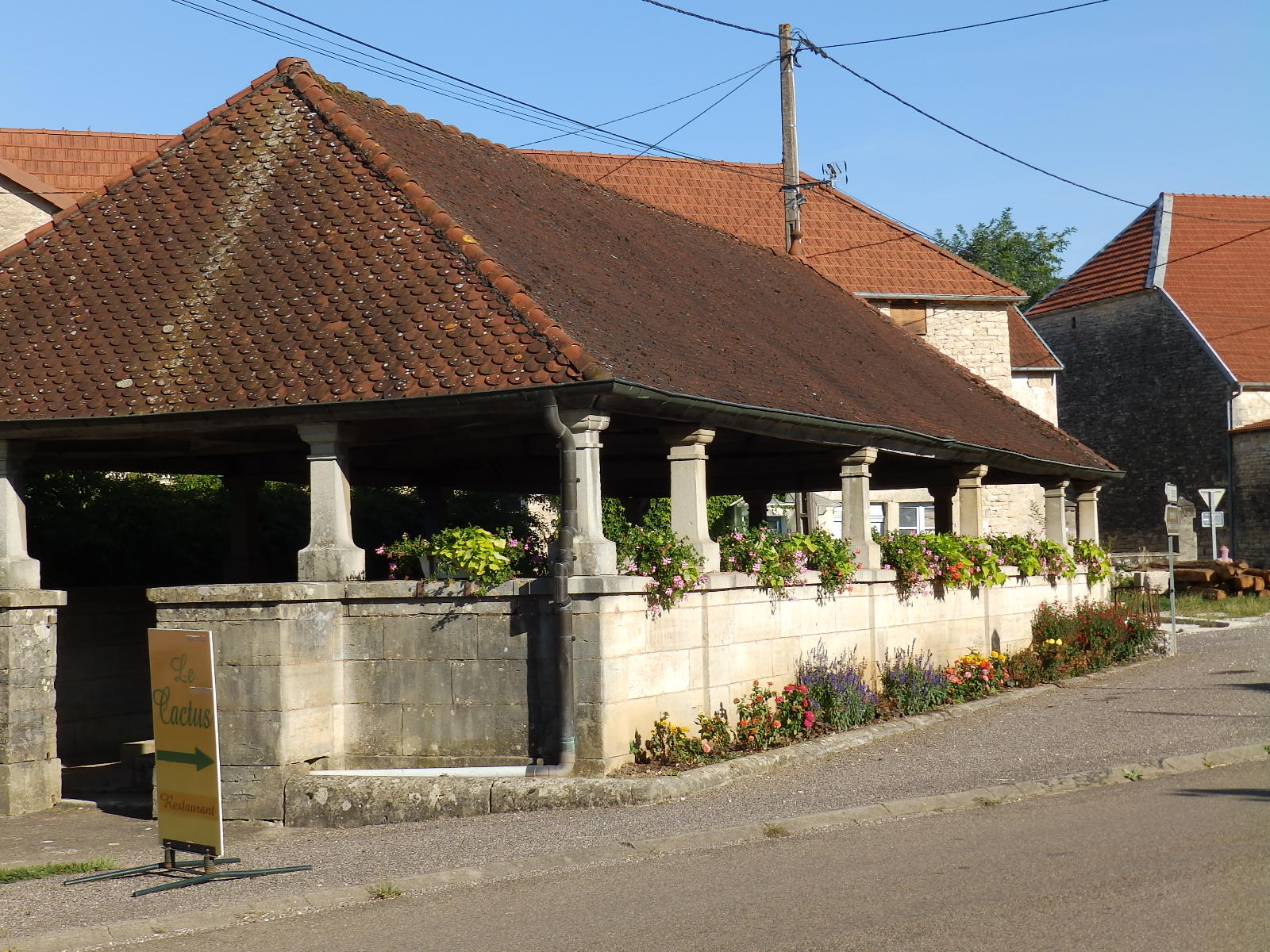
La fontaine-lavoir.
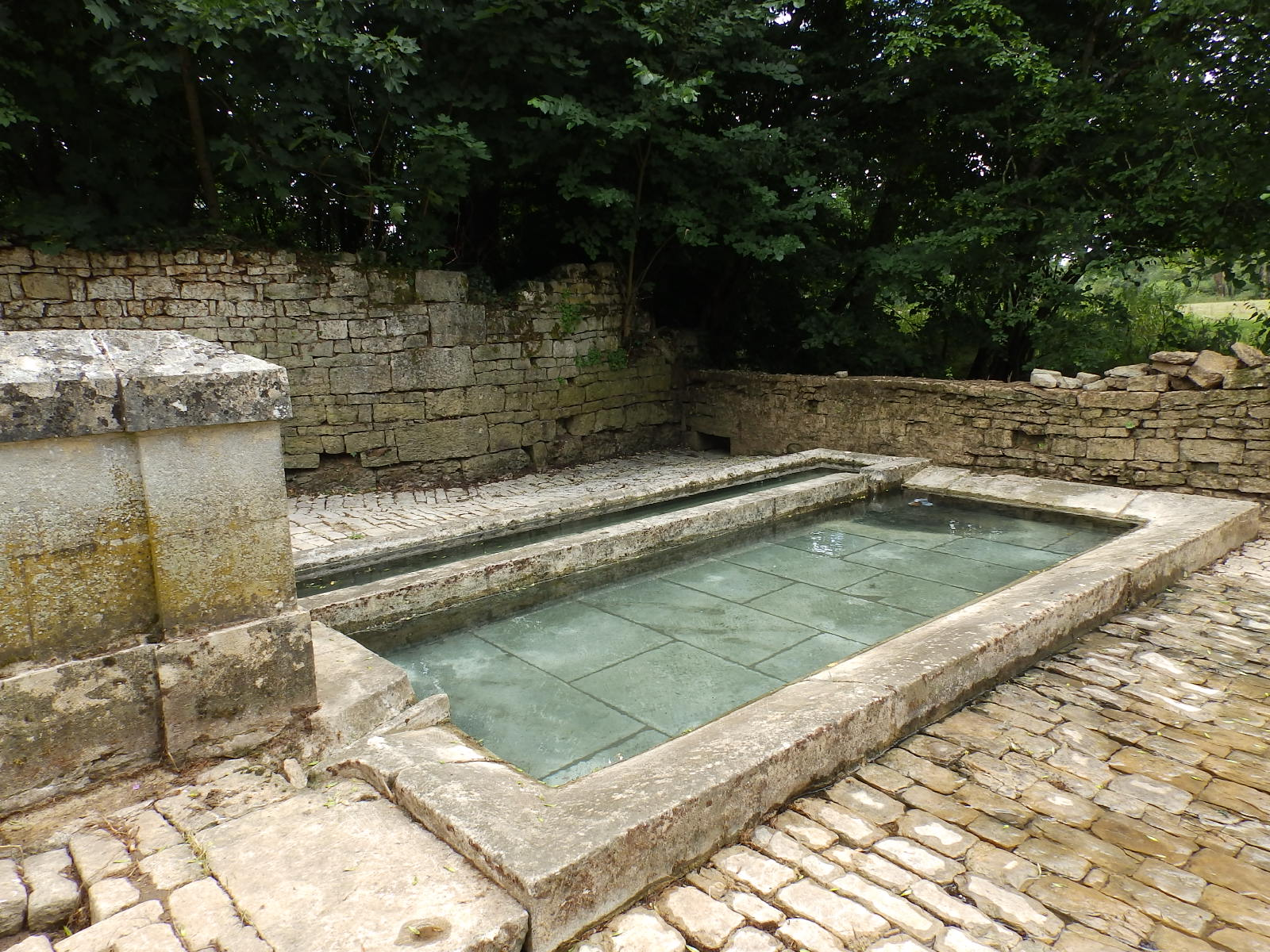
La Fontenotte.
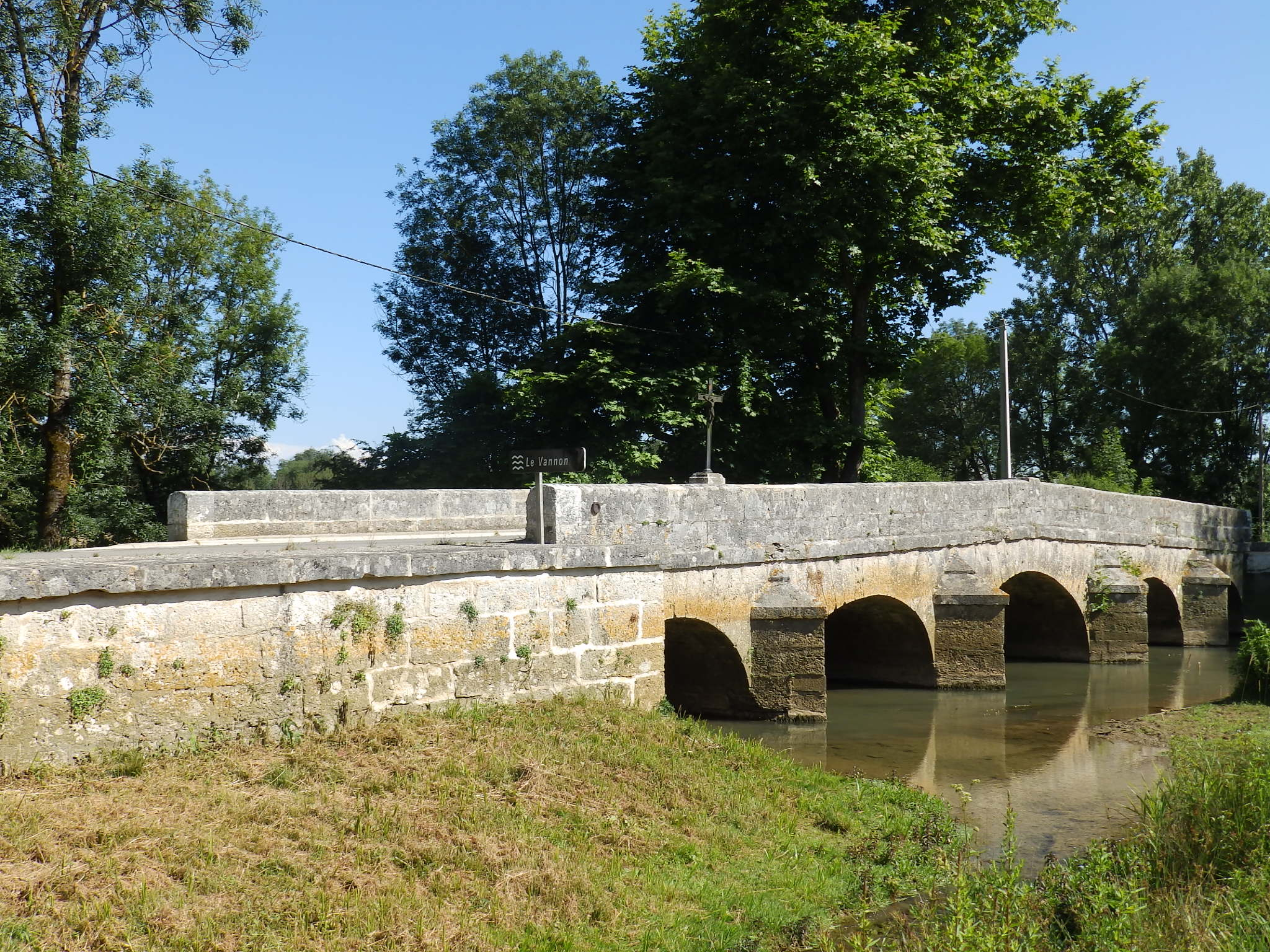
Le pont sur le Vannon.
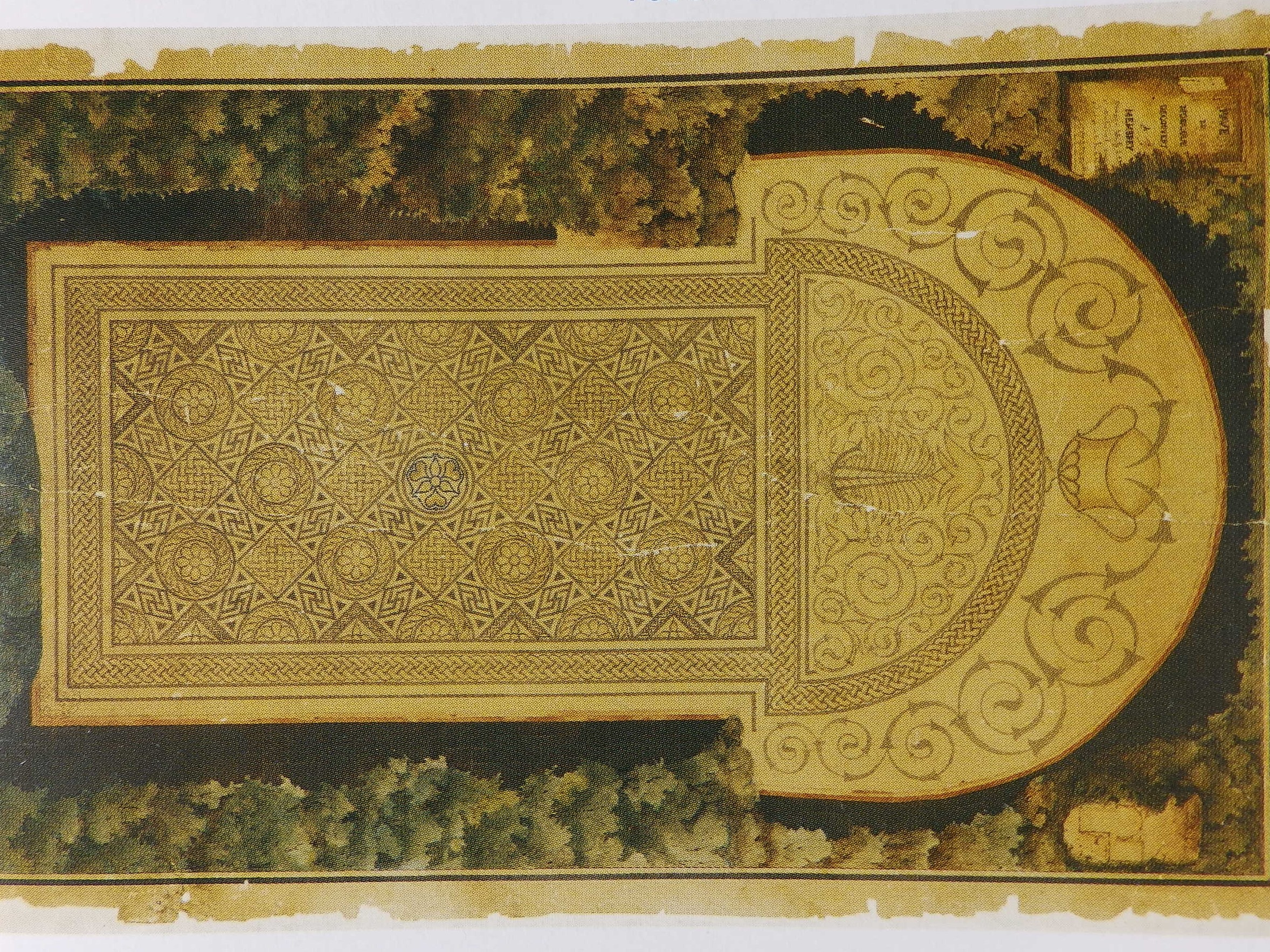
Dessin de 1847 représentant la mosaïque de la villa gallo-romaine.

### Personnalités liées à la commune
- Jean Cézard : dessinateur et scénariste de bande dessinée.
- Jean-Baptiste Patrauld : né à Recologne ou à Ray-sur-Saône en 1751 et décédé à Villemoutiers (Loiret) en 1817, après y avoir été maire de 1808 à 1815. Moine de l'ordre des Minimes, il fut professeur de mathématiques de Napoléon Bonaparte à l'École royale militaire de Brienne-le-Château (Aube).

### Héraldique
| Blason de Membrey | Blason  | Divisé en chevron abaissé, au 1) d’or au vase de sable d'où sortent deux rinceaux de sinople retombant sur les flancs au 2) de gueules au rais d’escarboucle d’or. |
| Blason de Membrey | Détails | Le statut officiel du blason reste à déterminer. |